# Christina Hembo
Christina Hembo (født 9. januar 1978) er en dansk designer og iværksætter, der ejer Christina Hembo ApS og Christina Properties ApS og ejede Christina Design London ApS til 3. oktober 2023, hvor hun solgte virksomheden. 
Hembo har en Bachelor of Arts fra Southampton Institute og hendes mastergrad fra the University of the Arts London.
Hun har vundet priserne som Årets Kvindelige Iværksætter 2008, Årets Væksteventyr 2009, vinder af KV's inspirationspris 2010, samt modtaget Børsens Gazellepris 2015 & 2016. I 2018 vandt hun Virksomme Kvinders pris, "Årets Virksomme Kvinde".
I sommeren 2010 grundlagde hun cykelholdet Christina Watches(2010 - 2014) der havde den dobbelte vinder af bjergtrøjen i Tour de France, Michael Rasmussen som sin stjerne. I 2016 sponsorerede Christina Hembo cykelholdet CHRISTINA JEWELRY Pro Cycling og var dermed atter retur i sportsverdenen efter et års pause.
Christina Hembo medvirkede i TV 2s Vild med dans i sæson 7 i 2010, hvor hun dansede med Thomas Evers Poulsen. Parret opnåede syv førstepladser, to andenpladser og en sjetteplads i sine individuelle danse, hvilket placerede hende som nummer et i konkurrencen. I semifinalen måtte Christina på trods af endnu en førsteplads forlade Vild med dans og blev siden af dommer Anne Laxholm i 2015 kaldt den bedste ny-danser nogensinde i Vild med dans.
Endvidere har Christina Hembo medvirket i en lang række TV-programmer, blandt andet DR's "Kender du typen?", TV3's "Masterchef" & "Til middag hos", TV2's Mig og min Au pair" og "Liebhaverne".